# David VI de Géorgie
Pour les articles homonymes, voir David.
David VI ou IV Narin  (l'intelligent ; 1225 - 1293) est un roi de Géorgie de la dynastie des Bagration, ayant régné de 1245 à 1293. De 1259 à 1293, il règne sur le royaume d'Iméréthie comme vassal de la Géorgie.

## Biographie
David VI Narin est né de l'union en 1224 du Seldjoukide Muhammad Mughith-ad-Dîn (Ghias ad-din), fils de Muhammad Mughith-ad-Dîn Tugrul Shah, prince d'Erzurum (1206-1225) et petit-fils de Kılıç Arslan II, avec la reine Rousoudan Ire de Géorgie. Son frère demi-ainé Rukn ad-Dîn Jahan-Shah succède à leur père jusqu'en 1250.
Il est couronné à Koutaïssi en tant que souverain par sa mère en 1234. Craignant que son neveu David VII Ulu réclame le trône à sa mort, Rousoudan le retient prisonnier à la cour de son gendre, le sultan Seldjoukide Kay Khusraw II, et envoie son fils homonyme David à la cour du Khan mongol pour obtenir sa confirmation officielle comme héritier légitime du trône géorgien. Sa mère étant morte en 1245, et David VI ne revenant pas de son voyage, la noblesse géorgienne le croyant mort décide en 1247 de proclamer roi David VII de Géorgie, son cousin et fils de Giorgi IV Lasha. En 1248, David VI est retrouvé près de Güyük Khan et identifié comme étant plus jeune que son cousin David VII.
Connus ensuite comme David VI Narin (« le jeune ») et David VII Ulu (« l'aîné »), les cousins règnent conjointement jusqu'en 1259 et tentent de lutter sans succès contre le joug de l'Empire mongol ; à Koutaïssi, David VI prend le contrôle de l'Iméréthie (Géorgie occidentale) comme royaume indépendant. En 1261, il donne l'asile à David VII Ulu, qui à son tour a essayé de mettre fin à la domination mongole.
Cependant, après la paix faite entre David VII Ulu et les Mongols, David VII retourne à Tbilissi en 1262, dans la partie orientale de la Géorgie. Ainsi, la Géorgie est coupée en deux. Cependant, les deux rois continuent à être nommés rois de Géorgie. David VI développe des relations amicales avec la Horde d'or et l'Égypte, et repousse des attaques des Ilkhaniens. En 1269, il donne asile à Teguder de Turan, frère de Barq Khan, khan de Turan, qui s'est rebellé contre le khan ilkhanien. Cependant, quand les forces de Teguder commencent à terroriser la population géorgienne, David s'allie avec Abaqa pour le chasser. En dépit de ceci, Abaqa essaie de renverser David avec l'aide de Kakhaber, seigneur renégat de Racha, et envoie deux expéditions contre l'Iméréthie dans les années 1270.
Néanmoins, David VI Narin réussit à maintenir son indépendance et tente de faire renaître l'influence géorgienne dans l'empire de Trébizonde. À cette fin, il marche sur Trébizonde pendant l'absence de  l'empereur Jean II de Trébizonde, alors à Constantinople, en avril 1282 ; bien qu'il n'ait pas pris la ville, les Géorgiens occupent plusieurs provinces et aident la demi-sœur de Jean, Théodora de Trébizonde, fille de Manuel Ier de Trébizonde et de son épouse géorgienne, Roussudan (Rusudan), à saisir le trône en 1285, mais elle en est chassée l'année suivante par Jean II.
David VI meurt en 1293 à Koutaïssi.

## Mariage et descendance
David VI épouse en 1254 une fille du despote et sébastokrator Jean Paléologue, dont sont issus :
- Vakhtang II de Géorgie ;
- Constantin Ier d'Iméréthie ;
- Michel d'Iméréthie ;
- Alexandre.

## Sources
- Alexandre Manvelichvili, Histoire de la Géorgie, Paris, Nouvelles Éditions de la Toison d'Or, 1951, 476 p., p. 232-5.
- Nodar Assatiani et Alexandre Bendianachvili, Histoire de la Géorgie, Paris, l'Harmattan, 1997, 335 p. [détail des éditions] (ISBN 2-7384-6186-7, présentation en ligne), p. 162-5.
- Marie-Félicité Brosset, Histoire de la Géorgie depuis l’Antiquité jusqu’au XIXe siècle, v. 1-7, Saint-Pétersbourg, 1848-58 (lire ce livre avec Google Books : , ), p. 543-586.